# Priapella chamulae
Priapella chamulae är en fiskart som beskrevs av Schartl, Meyer och Wilde 2006. Priapella chamulae ingår i släktet Priapella och familjen Poeciliidae. Inga underarter finns listade i Catalogue of Life.